# Gran Premio motociclistico d'Austria 1996
Il Gran Premio motociclistico d'Austria 1996 fu il decimo appuntamento del motomondiale 1996. Dopo la sospensione nel 1995, il Gran Premio motociclistico d'Austria si svolse il 4 agosto 1996 all'A1-Ring dopo che le precedenti edizioni erano state ospitate dal Salzburgring. Le vittorie andarono a Àlex Crivillé su Honda nella classe 500, a Ralf Waldmann nella classe 250, a Ivan Goi nella classe 125, all'equipaggio Paul Güdel-Charly Güdel nella classe sidecar ed a Iain MacPherson nel Thunderbike Trophy.
Goi con questa vittoria, ottenuta a 16 anni e 157 giorni, stabilì il nuovo record di pilota più giovane ad aver ottenuto la vittoria in un gran premio.

## Classe 500

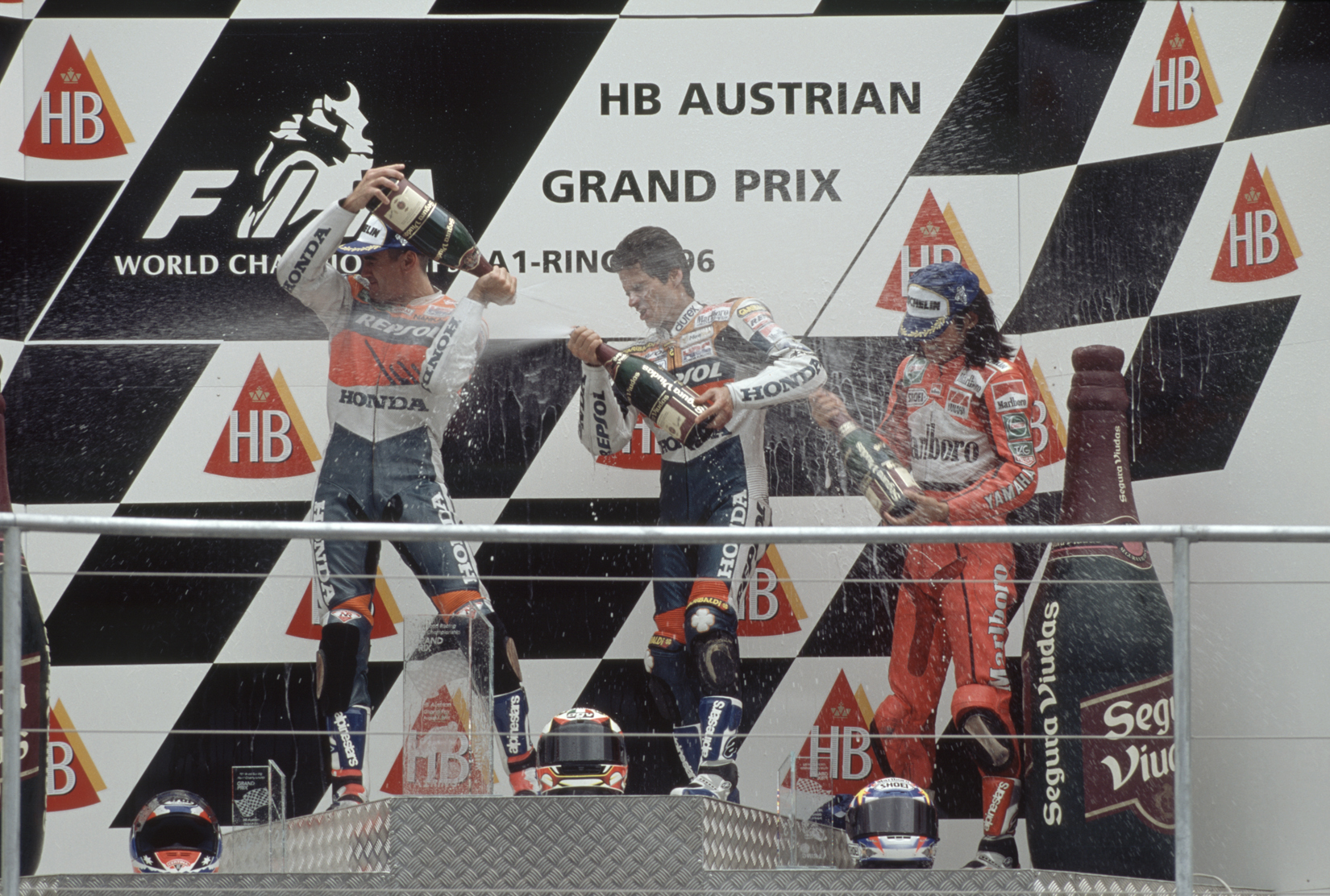
Doohan (secondo), Crivillé (primo) e Abe (terzo), festeggiano sul podio dopo aver terminato la gara della classe 500

### Arrivati al traguardo
| Pos. | Nº | Pilota              | Squadra                 | Motocicletta  | Giri | Tempo     | Griglia | Punti |
| ---- | -- | ------------------- | ----------------------- | ------------- | ---- | --------- | ------- | ----- |
| 1    | 4  | Àlex Crivillé       | Repsol Honda            | Honda         | 28   | 42:37.024 | 2       | 25    |
| 2    | 1  | Mick Doohan         | Repsol Honda            | Honda         | 28   | +0.500    | 1       | 20    |
| 3    | 9  | Norifumi Abe        | Marlboro Yamaha Roberts | Yamaha        | 28   | +4.534    | 6       | 16    |
| 4    | 3  | Luca Cadalora       | Kanemoto Honda          | Honda         | 28   | +19.470   | 3       | 13    |
| 5    | 7  | Alex Barros         | Honda Pileri            | Honda         | 28   | +20.936   | 8       | 11    |
| 6    | 11 | Scott Russell       | Lucky Strike Suzuki     | Suzuki        | 28   | +21.058   | 7       | 10    |
| 7    | 24 | Carlos Checa        | Fortuna-Honda-Pons      | Honda         | 28   | +25.632   | 9       | 9     |
| 8    | 65 | Loris Capirossi     | Marlboro Yamaha Rainey  | Yamaha        | 28   | +25.701   | 12      | 8     |
| 9    | 12 | Jean-Michel Bayle   | Marlboro Yamaha Roberts | Yamaha        | 28   | +25.986   | 11      | 7     |
| 10   | 8  | Juan Borja          | Elf 500 Roc             | Elf 500       | 28   | +28.046   | 14      | 6     |
| 11   | 6  | Tadayuki Okada      | Repsol Honda            | Honda         | 28   | +32.446   | 4       | 5     |
| 12   | 26 | Terry Rymer         | Lucky Strike Suzuki     | Suzuki        | 28   | +38.616   | 13      | 4     |
| 13   | 17 | Alberto Puig        | Fortuna-Honda-Pons      | Honda         | 28   | +39.031   | 5       | 3     |
| 14   | 13 | Jeremy McWilliams   | Qub Team Optimum        | ROC Yamaha    | 28   | +1:18.224 | 15      | 2     |
| 15   | 44 | Chris Walker        | Elf 500 Roc             | Elf 500       | 28   | +1:20.212 | 22      | 1     |
| 16   | 22 | Lucio Pedercini     | Team Pedercini          | ROC Yamaha    | 27   | +1 giro   | 18      |       |
| 17   | 18 | James Haydon        | W.C.M.                  | ROC Yamaha    | 27   | +1 giro   | 20      |       |
| 18   | 29 | Marcellino Lucchi   | IP Aprilia Racing       | Aprilia       | 27   | +1 giro   | 16      |       |
| 19   | 23 | Eugene McManus      | Millar Racing           | Yamaha        | 27   | +1 giro   | 21      |       |
| 20   | 96 | Paul Young          | Padgetts Racing         | Harris Yamaha | 27   | +1 giro   | 25      |       |
| 21   | 51 | Jean Pierre Jeandat | Team Paton              | Paton         | 27   | +1 giro   | 26      |       |

### Ritirati
| Nº | Pilota           | Squadra                 | Motocicletta  | Giri | Griglia |
| -- | ---------------- | ----------------------- | ------------- | ---- | ------- |
| 41 | Shin'ichi Itō    | Repsol Honda            | Honda         | 20   | 17      |
| 14 | Adrian Bosshard  | ELC Lease Roc           | ROC Yamaha    | 19   | 23      |
| 19 | Sean Emmett      | Harris Grand Prix       | Harris Yamaha | 17   | 24      |
| 27 | Frédéric Protat  | Soverex FP Racing       | ROC Yamaha    | 11   | 19      |
| 10 | Kenny Roberts Jr | Marlboro Yamaha Roberts | Yamaha        | 1    | 10      |

### Non partito
| Nº | Pilota         | Squadra        | Motocicletta | Griglia |
| -- | -------------- | -------------- | ------------ | ------- |
| 69 | Karl Truchsess | Team Truchsess | ROC Yamaha   | 27      |

## Classe 250

### Arrivati al traguardo
| Pos. | Nº | Pilota                   | Squadra                 | Motocicletta | Giri | Tempo     | Griglia | Punti |
| ---- | -- | ------------------------ | ----------------------- | ------------ | ---- | --------- | ------- | ----- |
| 1    | 3  | Ralf Waldmann            | HB Honda Germany        | Honda        | 26   | 41:29.190 | 3       | 25    |
| 2    | 7  | Luis d'Antín             | MX Onda-S.S.P. Comp.    | Honda        | 26   | +16.374   | 5       | 20    |
| 3    | 11 | Jürgen Fuchs             | HB Honda Germany        | Honda        | 26   | +21.140   | 4       | 16    |
| 4    | 10 | Tōru Ukawa               | Benetton Honda          | Honda        | 26   | +22.979   | 6       | 13    |
| 5    | 5  | Jean-Philippe Ruggia     | Chesterfield Elf Tech 3 | Honda        | 26   | +27.805   | 7       | 11    |
| 6    | 6  | Nobuatsu Aoki            | Rheos Molenaar Racing   | Honda        | 26   | +37.712   | 15      | 10    |
| 7    | 20 | Luca Boscoscuro          | Scuderia AGV            | Aprilia      | 26   | +37.756   | 10      | 9     |
| 8    | 12 | Jurgen van den Goorbergh | M.Q.P. Racing           | Honda        | 26   | +52.913   | 26      | 8     |
| 9    | 55 | Régis Laconi             | Tecmas Grand Prix       | Honda        | 26   | +54.232   | 19      | 7     |
| 10   | 26 | Takeshi Tsujimura        | F.C.C. Technical Sports | Honda        | 26   | +1:01.608 | 16      | 6     |
| 11   | 22 | Oliver Petrucciani       | Mohag Aprilia           | Aprilia      | 26   | +1:03.950 | 18      | 5     |
| 12   | 66 | Alessandro Antonello     | FGF Guidotti            | Aprilia      | 26   | +1:04.462 | 14      | 4     |
| 13   | 27 | Sebastián Porto          | PR2 Aprilia YPF-Esco    | Aprilia      | 26   | +1:17.335 | 17      | 3     |
| 14   | 23 | Christian Boudinot       | Promoto Sport           | Aprilia      | 26   | +1:22.534 | 25      | 2     |
| 15   | 9  | Yasumasa Hatakeyama      | F.C.C. T.S. Penguin     | Honda        | 26   | +1:26.589 | 22      | 1     |
| 16   | 15 | Gianluigi Scalvini       | Team Pileri             | Honda        | 26   | +1:28.269 | 20      |       |
| 17   | 41 | Jamie Robinson           | Docshop Racing          | Aprilia      | 25   | +1 giro   | 24      |       |
| 18   | 16 | Sete Gibernau            | Axo San Patrignano      | Honda        | 25   | +1 giro   | 21      |       |
| 19   | 28 | Cristophe Cogan          | Team AJP                | Honda        | 25   | +1 giro   | 27      |       |
| 20   | 90 | Richard Haidegger        | Team Richard Haidegger  | Aprilia      | 25   | +1 giro   | 33      |       |
| 21   | 89 | Uwe Bolterhauer          | RCT-Novak               | Honda        | 25   | +1 giro   | 29      |       |
| 22   | 91 | Thomas Stadler           | Team Thomas Stadler     | Yamaha       | 25   | +1 giro   | 32      |       |

### Ritirati
| Nº | Pilota               | Squadra                 | Motocicletta | Giri | Griglia |
| -- | -------------------- | ----------------------- | ------------ | ---- | ------- |
| 14 | Eskil Suter          | Mohag Aprilia           | Aprilia      | 14   | 8       |
| 30 | José Luis Cardoso    | Sherry Repsol Aprilia   | Aprilia      | 13   | 28      |
| 18 | Roberto Locatelli    | Nastro Azzurro Aprilia  | Aprilia      | 10   | 9       |
| 25 | Davide Bulega        | Team Italia             | Aprilia      | 9    | 23      |
| 29 | Osamu Miyazaki       | Edo Racing              | Aprilia      | 7    | 12      |
| 8  | Cristiano Migliorati | Axo San Patrignano      | Honda        | 6    | 11      |
| 31 | Tetsuya Harada       | Marlboro Yamaha Rainey  | Yamaha       | 4    | 13      |
| 92 | Johann Wolfsteiner   | RSC-Regau               | Aprilia      | 3    | 31      |
| 1  | Max Biaggi           | Chesterfield Aprilia    | Aprilia      | 0    | 2       |
| 19 | Olivier Jacque       | Chesterfield Elf Tech 3 | Honda        | 0    | 1       |

### Non partito
| Nº | Pilota       | Squadra            | Motocicletta | Griglia |
| -- | ------------ | ------------------ | ------------ | ------- |
| 96 | José Barresi | Marlboro Venemotos | Yamaha       | 30      |

## Classe 125

### Arrivati al traguardo
| Pos. | Nº | Pilota            | Squadra                | Motocicletta | Giri | Tempo     | Griglia | Punti |
| ---- | -- | ----------------- | ---------------------- | ------------ | ---- | --------- | ------- | ----- |
| 1    | 26 | Ivan Goi          | Cepsa Effeuno Matteoni | Honda        | 24   | 41:50.829 | 8       | 25    |
| 2    | 5  | Dirk Raudies      | HB Team Raudies        | Honda        | 24   | +0.767    | 9       | 20    |
| 3    | 46 | Valentino Rossi   | Scuderia AGV           | Aprilia      | 24   | +2.322    | 3       | 16    |
| 4    | 7  | Masaki Tokudome   | Ditter Plastic         | Aprilia      | 24   | +2.739    | 1       | 13    |
| 5    | 10 | Peter Öttl        | Marlboro-Aprilia-Eckl  | Aprilia      | 24   | +4.341    | 4       | 11    |
| 6    | 55 | Jorge Martínez    | Airtel-Aspar           | Aprilia      | 24   | +4.910    | 5       | 10    |
| 7    | 19 | Yōichi Ui         | Yamaha Kurz            | Yamaha       | 24   | +17.385   | 12      | 9     |
| 8    | 8  | Tomomi Manako     | UGT Europa             | Honda        | 24   | +19.464   | 7       | 8     |
| 9    | 2  | Kazuto Sakata     | Krona-Aprilia          | Aprilia      | 24   | +20.971   | 11      | 7     |
| 10   | 15 | Manfred Geissler  | Marlboro-Aprilia-Eckl  | Aprilia      | 24   | +26.469   | 21      | 6     |
| 11   | 12 | Noboru Ueda       | Docshop Racing         | Honda        | 24   | +27.666   | 16      | 5     |
| 12   | 4  | Akira Saito       | Docshop Racing         | Honda        | 24   | +27.687   | 24      | 4     |
| 13   | 11 | Herri Torrontegui | Axo San Patrignano     | Honda        | 24   | +38.933   | 26      | 3     |
| 14   | 36 | Josep Sarda       | Mobil 1-TNT-LB Racing  | Honda        | 24   | +42.917   | 15      | 2     |
| 15   | 23 | Frédéric Petit    | Team RMS               | Honda        | 24   | +46.979   | 13      | 1     |
| 16   | 14 | Yoshiaki Katō     | Yamaha Kurz            | Yamaha       | 24   | +51.963   | 10      |       |
| 17   | 24 | Jaroslav Huleš    | Team Pileri            | Honda        | 24   | +55.754   | 19      |       |
| 18   | 13 | Lucio Cecchinello | Honda Team GP3         | Honda        | 24   | +58.003   | 14      |       |
| 19   | 89 | Harald Danninger  | HRT-Schmidinger        | Honda        | 24   | +1:17.416 | 29      |       |
| 20   | 35 | Loek Bodelier     | Mobil 1-TNT-LB Racing  | Honda        | 24   | +1:18.116 | 25      |       |
| 21   | 88 | Ángel Nieto Jr    | Airtel-Aspar           | Aprilia      | 24   | +1:32.504 | 28      |       |
| 22   | 90 | Gerwin Hofer      | Team Hofer Gerwin      | Honda        | 23   | +1 giro   | 31      |       |
| 23   | 92 | Georg Scharl      | Isolith Racing Austria | Honda        | 23   | +1 giro   | 32      |       |

### Ritirati
| Nº | Pilota            | Squadra                 | Motocicletta | Giri | Griglia |
| -- | ----------------- | ----------------------- | ------------ | ---- | ------- |
| 37 | Paolo Tessari     | Team Pileri             | Honda        | 20   | 20      |
| 1  | Haruchika Aoki    | Rheos Molenaar Racing   | Honda        | 19   | 22      |
| 6  | Stefano Perugini  | Nastro Azzurro Aprilia  | Aprilia      | 16   | 6       |
| 72 | Garry McCoy       | Scuderia Alfa Bieffe    | Aprilia      | 16   | 23      |
| 3  | Emilio Alzamora   | Cepsa Effeuno Matteoni  | Honda        | 13   | 2       |
| 91 | Bernd Holzleitner | Team Bernd Holzleitner  | Yamaha       | 13   | 30      |
| 17 | Darren Barton     | Ditter Plastic          | Aprilia      | 12   | 17      |
| 21 | Andrea Ballerini  | Team Italia             | Aprilia      | 8    | 27      |
| 27 | Gabriele Debbia   | Biesse Semprucci Debbia | Yamaha       | 7    | 18      |

## Classe sidecar
In una gara disputata sul bagnato vincono Paul Güdel-Charly Güdel, che precedono Dixon-Hetherington e Biland-Waltisperg. In classifica, a due GP dal termine, Dixon guida con 115 punti; possono ancora contendergli la vittoria nel mondiale Güdel (89 punti), Webster (79) e Biland (69).

### Arrivati al traguardo (posizioni a punti)[3]
| Pos | Pilota             | Passeggero         | Moto       | Giri | Tempo     | Punti |
| --- | ------------------ | ------------------ | ---------- | ---- | --------- | ----- |
| 1   | Paul Güdel         | Charly Güdel       | LCR-BRM    | 24   | 45'49"803 | 25    |
| 2   | Darren Dixon       | Andy Hetherington  | Windle-ADM | 24   | +0"293    | 20    |
| 3   | Rolf Biland        | Kurt Waltisperg    | LCR-BRM    | 24   | +8"216    | 16    |
| 4   | Steve Abbott       | Jamie Biggs        | Windle-ADM | 24   | +8"325    | 13    |
| 5   | Steve Webster      | David James        | LCR-ADM    | 24   | +50"961   | 11    |
| 6   | Klaus Klaffenböck  | Christian Parzer   | LCR-ADM    | 24   | +54"244   | 10    |
| 7   | Barry Brindley     | Scott Whiteside    | LCR-Yamaha |      |           | 9     |
| 8   | Yoshisada Kumagaya | Trevor Hopkinson   | LCR-BRM    |      |           | 8     |
| 9   | Markus Bösiger     | Jürg Egli          | LCR-ADM    |      |           | 7     |
| 10  | Markus Schlosser   | Thomas Herzog      | LCR-BRM    |      |           | 6     |
| 11  | Ian Wilford        | Craig Hallam       | LCR-ADM    |      |           | 5     |
| 12  | Markus Neumann     | Siegfried Zillmann | LCR-ADM    |      |           | 4     |
| 13  | Benny Janssen      | Adolf Hänni        | LCR-ADM    |      |           | 3     |
| 14  | Tony Wyssen        | Kilian Wyssen      | LCR-BRM    |      |           | 2     |
| 15  | Mark Reddington    | Trevor Crone       | LCR-ADM    |      |           | 1     |

## Thunderbike Trophy
Fonte: Thunderbike Trophy 1996 - A1-Ring, su classic.autosport.com (archiviato dall'url originale il 12 febbraio 2019).

### Arrivati al traguardo
| Pos. | Nº | Pilota                | Motocicletta | Giri | Tempo     | Punti |
| ---- | -- | --------------------- | ------------ | ---- | --------- | ----- |
| 1    | 14 | Iain MacPherson       | Honda        | 20   | 33:08.271 | 25    |
| 2    | 20 | William Costes        | Honda        | 20   | +2.623    | 20    |
| 3    | 17 | Pere Riba             | Honda        | 20   | +2.939    | 16    |
| 4    | 10 | Eric Mahé             | Yamaha       | 20   | +2.944    | 13    |
| 5    | 2  | Yves Briguet          | Honda        | 20   | +12.719   | 11    |
| 6    | 8  | Jeffry de Vries       | Yamaha       | 20   | +12.723   | 10    |
| 7    | 1  | Stefan Scheschowitsch | Kawasaki     | 20   | +13.620   | 9     |
| 8    | 6  | Enrique de Juan       | Kawasaki     | 20   | +13.793   | 8     |
| 9    | 3  | Stéphane Mertens      | Honda        | 20   | +23.022   | 7     |
| 10   | 11 | Rubén Xaus            | Honda        | 20   | +32.550   | 6     |
| 11   | 5  | Mario Innamorati      | Bimota       | 20   | +32.647   | 5     |
| 12   | 78 | Robert Ulm            | Kawasaki     | 20   | +32.769   | 4     |
| 13   | 18 | David Rouge           | Honda        | 20   | +37.824   | 3     |
| 14   | 23 | José Oriol Fernández  | Yamaha       | 20   | +40.509   | 2     |
| 15   | 73 | Alfred Grosshauer     | Honda        | 20   | +44.109   | 1     |
| 16   | 75 | Helmut Helten         | Kawasaki     | 20   | +44.870   |       |
| 17   | 25 | Phil Borley           | Kawasaki     | 20   | +1:02.345 |       |
| 18   | 77 | Johann Maier          | Honda        | 20   | +1:02.469 |       |
| 19   | 29 | Denis Bonoris         | Yamaha       | 20   | +1:02.867 |       |
| 20   | 12 | Franky Heidger        | Honda        | 20   | +1:03.353 |       |
| 21   | 86 | Gerhard Sumetsberger  | Honda        | 20   | +1:05.945 |       |
| 22   | 72 | Klaus Grammer         | Kawasaki     | 20   | +1:26.441 |       |
| 23   | 74 | Georg Gumperberger    | Kawasaki     | 19   | +1 giro   |       |

### Ritirati
| Nº | Pilota             | Motocicletta | Giri |
| -- | ------------------ | ------------ | ---- |
| 7  | Wilco Zeelenberg   | Honda        | 13   |
| 15 | Bernard Garcia     | Honda        | 9    |
| 22 | Gregorio Lavilla   | Yamaha       | 4    |
| 16 | Marc Garcia        | Honda        | 3    |
| 21 | Philippe Pinchedez | Honda        | 1    |